# Elaeodopsis rougeoti
Elaeodopsis rougeoti är en fjärilsart som beskrevs av François Louis Nompar de Caumont de Laporte 1970. Elaeodopsis rougeoti ingår i släktet Elaeodopsis och familjen nattflyn. Inga underarter finns listade i Catalogue of Life.